# Circolo Nautico Posillipo 2018-2019

## Rosa
| N° |                   | Ruolo | Giocatore                 |
| -- | ----------------- | ----- | ------------------------- |
|    | Italia (bandiera) | P     | Mykhaylo Andriy Sudomlyak |
|    | Italia (bandiera) | P     | Tommaso Negri             |
|    | Italia (bandiera) | D     | Andrea Maria Scalzone     |
|    | Italia (bandiera) | D     | Gianluigi Foglio          |
|    | Italia (bandiera) | D     | Luca Silvestri            |
|    | Italia (bandiera) | D     | Simone Rossi              |
|    | Italia (bandiera) | A     | Edoardo Manzi             |

| N° |                   | Ruolo | Giocatore            |
| -- | ----------------- | ----- | -------------------- |
|    | Italia (bandiera) | A     | Gianpiero Di Martire |
|    | Italia (bandiera) | A     | Massimo Di Martire   |
|    | Grecia (bandiera) | CB    | Ioannis Papakos      |
|    | Grecia (bandiera) | A     | Nikolaos Kopeliadis  |
|    | Italia (bandiera) | CB    | Luca Marziali        |
|    | Italia (bandiera) | CV    | Giuliano Mattiello   |
|    | Italia (bandiera) | CV    | Paride Saccoia       |

### Staff tecnico
- Allenatore: Roberto Brancaccio
- Medico sociale: Guglielmo Lanni
- Preparatore atletico: Alessandro Fusco
- Fisioterapista: Silvio Ausiello